# Cristo ante Pilatos (Tintoretto)
Cristo ante Pilato es un cuadro del pintor Tintoretto, realizado entre 1566 y 1567, que se encuentra en la pared izquierda de la Sala dell´Albergo de la Scuola Grande di San Rocco de Venecia.

## El tema

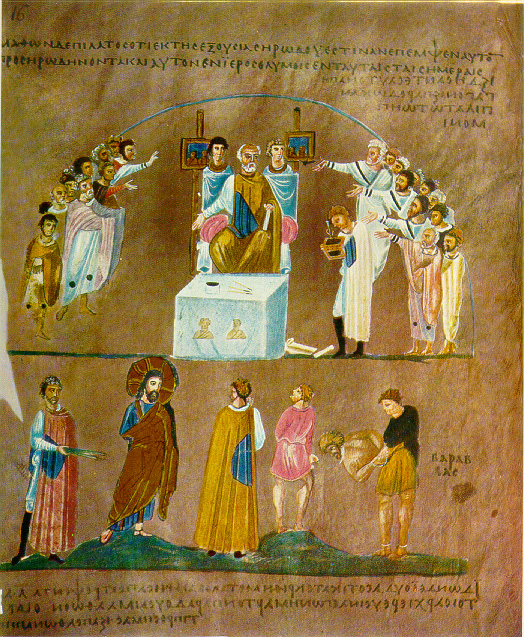
Cristo ante Pilato, Codex Rossanensis, Museo Diocesano de Rossano.

La obra representa el episodio de la pasión de Cristo en el que es llevado ante el gobernador romano Poncio Pilato después de su presencia ante el rey judío Herodes Antipas. Este le había vestido con la túnica blanca que le cubre como señal de burla. Tintoretto toma como modelo una estampa del grabador alemán Alberto Durero.
Este momento es poco representado en la Historia del arte, aunque hay ejemplos como el del Codex Rossanensis del Museo Diocesano de Rossano, o la obra homónima de los pintores Francisco de Osona y Rodrigo de Osona, en el Museo del Prado.